# Balanowithius weyrauchi
Balanowithius weyrauchi är en spindeldjursart som beskrevs av Beier 1959. Balanowithius weyrauchi ingår i släktet Balanowithius och familjen Withiidae. Inga underarter finns listade.